# Discografia dei Rancid
Questa è la discografia dei Rancid, gruppo punk statunitense. La band ha pubblicato ad oggi nove album in studio, due EP, due compilation e diciotto singoli discografici.

## Album

### Album in studio
| Anno                                                                          | Album | Posizioni in classifica | Posizioni in classifica | Posizioni in classifica | Posizioni in classifica | Posizioni in classifica | Posizioni in classifica | Posizioni in classifica | Posizioni in classifica | Posizioni in classifica | Posizioni in classifica | Posizioni in classifica | Posizioni in classifica | Posizioni in classifica | Posizioni in classifica | Posizioni in classifica | Posizioni in classifica | Certificazioni di vendita                                   |
| Anno                                                                          | Album | USA                     | AUS                     | AUT                     | BEL (Fi.)               | CAN                     | FIN                     | FRA                     | GER                     | IRL                     | ITA                     | NOR                     | NLD                     | NZL                     | SWE                     | SUI                     | UK                      | Certificazioni di vendita                                   |
| ----------------------------------------------------------------------------- | --- | ----------------------- | ----------------------- | ----------------------- | ----------------------- | ----------------------- | ----------------------- | ----------------------- | ----------------------- | ----------------------- | ----------------------- | ----------------------- | ----------------------- | ----------------------- | ----------------------- | ----------------------- | ----------------------- | ----------------------------------------------------------- |
| 1993                                                                          | Rancid - Pubblicazione: 10 maggio 1993 - Etichetta: Epitaph - Formati: CD - LP - CS - DD                            | —                       | —                       | —                       | —                       | —                       | —                       | —                       | —                       | —                       | —                       | —                       | —                       | —                       | —                       | —                       | —                       |                                                             |
| 1994                                                                          | Let's Go - Pubblicazione: 14 giugno 1994 - Etichetta: Epitaph - Formati: CD - LP - CS - DD                          | 97                      | —                       | —                       | —                       | —                       | —                       | —                       | —                       | —                       | —                       | —                       | —                       | —                       | —                       | —                       | —                       | - USA: Oro                                                  |
| 1995                                                                          | ...And Out Come the Wolves - Pubblicazione: ottobre 1995 - Etichetta: Epitaph - Formati: CD - LP - CS - DD          | 45                      | 30                      | —                       | —                       | 27                      | 30                      | —                       | 74                      | —                       | —                       | —                       | 89                      | —                       | 39                      | —                       | 55                      | - USA: Platino - Australia: Oro - Canada: Oro - UK: Argento |
| 1998                                                                          | Life Won't Wait - Pubblicazione: 30 giugno 1998 - Etichetta: Epitaph - Formati: CD - LP - CS - DD                   | 35                      | 41                      | —                       | —                       | 27                      | 40                      | —                       | —                       | —                       | —                       | —                       | —                       | 46                      | —                       | —                       | 32                      |                                                             |
| 2000                                                                          | Rancid - Pubblicazione: 1º agosto 2000 - Etichetta: Epitaph - Formati: CD - LP - CS - DD                            | 68                      | 73                      | —                       | —                       | 25                      | 39                      | —                       | —                       | —                       | —                       | —                       | —                       | —                       | —                       | —                       | 68                      |                                                             |
| 2003                                                                          | Indestructible - Pubblicazione: 19 agosto 2003 - Etichetta: Hellcat - Formati: CD - LP - DD                         | 15                      | 48                      | 59                      | —                       | 14                      | —                       | 84                      | 81                      | 67                      | 34                      | 36                      | 88                      | —                       | 35                      | —                       | 29                      |                                                             |
| 2009                                                                          | Let the Dominoes Fall - Pubblicazione: 2 giugno 2009 - Etichetta: Epitaph - Formati: CD - LP - DD                   | 11                      | 31                      | —                       | —                       | 7                       | 29                      | 165                     | —                       | 88                      | —                       | 26                      | —                       | 32                      | 27                      | 75                      | 41                      |                                                             |
| 2014                                                                          | ...Honor Is All We Know - Pubblicazione: 27 ottobre 2014 - Etichetta: Hellcat, Epitaph - Formati: CD - LP - CS - DD | 20                      | 34                      | 58                      | 113                     | 25                      | —                       | 157                     | 84                      | —                       | —                       | —                       | —                       | 40                      | —                       | 63                      | 45                      |                                                             |
| 2017                                                                          | Trouble Maker - Pubblicazione: 9 giugno 2017 - Etichetta: Hellcat, Epitaph - Formati: CD - LP - DD                  | 23                      | 41                      | 33                      | 60                      | 55                      | —                       | —                       | 21                      | —                       | 73                      | —                       | 168                     | —                       | —                       | 38                      | 57                      |                                                             |
| "—" indica una pubblicazione non classificata o non pubblicata in quel Paese. | |                         |                         |                         |                         |                         |                         |                         |                         |                         |                         |                         |                         |                         |                         |                         |                         |                                                             |

### Raccolte
| Anno | Album |
| ---- | --- |
| 2008 | B Sides and C Sides - Pubblicazione: 15 gennaio 2008 - Etichetta: Rancid - Formato: CD                                      |
| 2015 | All the Moon Stomper's - Pubblicazione: 1º giugno 2015 - Etichetta: Randale, Chase The Ace, Epitaph - Formato: CD - LP - DD |

### Split
| Anno | Album | Posizioni in classifica | Posizioni in classifica | Posizioni in classifica |
| Anno | Album | USA                     | USA Ind.                | UK                      |
| ---- | --- | ----------------------- | ----------------------- | ----------------------- |
| 2002 | BYO Split Series, Vol. 3 (con i NOFX) - Pubblicazione: 5 marzo 2002 - Etichetta: BYO - Formati: CD - LP - DD | 147                     | 6                       | 75                      |

## Extended play
| Anno | Album                                                                                         |
| ---- | --------------------------------------------------------------------------------------------- |
| 1992 | Rancid - Pubblicazione: gennaio 1992 - Etichetta: Lookout! - Formato: CD                      |
| 1993 | Radio Radio Radio - Pubblicazione: 26 agosto 1993 - Etichetta: Fat Wreck Chords - Formato: 7" |

## Singoli
| Anno                                                                          | Titolo               | Posizioni in classifica | Posizioni in classifica | Posizioni in classifica | Posizioni in classifica | Posizioni in classifica | Posizioni in classifica | Posizioni in classifica | Album                      |
| Anno                                                                          | Titolo               | USA Airplay             | USA Alt.                | USA Rock                | USA Rock & Alt.         | AUS                     | CAN Alt.                | UK                      | Album                      |
| ----------------------------------------------------------------------------- | -------------------- | ----------------------- | ----------------------- | ----------------------- | ----------------------- | ----------------------- | ----------------------- | ----------------------- | -------------------------- |
| 1992                                                                          | I'm Not the Only One | —                       | —                       | —                       | ×                       | —                       | —                       | —                       | Rancid                     |
| 1993                                                                          | Hyena                | —                       | —                       | —                       | ×                       | —                       | —                       | —                       | Rancid                     |
| 1994                                                                          | Nihilism             | —                       | —                       | —                       | ×                       | —                       | —                       | —                       | Let's Go                   |
| 1994                                                                          | Salvation            | —                       | 21                      | —                       | ×                       | —                       | —                       | —                       | Let's Go                   |
| 1995                                                                          | Roots Radicals       | —                       | 27                      | —                       | ×                       | —                       | —                       | —                       | ...And Out Come the Wolves |
| 1995                                                                          | Time Bomb            | 48                      | 8                       | —                       | ×                       | 76                      | 7                       | 56                      | ...And Out Come the Wolves |
| 1996                                                                          | Ruby Soho            | 63                      | 13                      | —                       | ×                       | 64                      | 9                       | —                       | ...And Out Come the Wolves |
| 1998                                                                          | Bloodclot            | —                       | —                       | —                       | ×                       | —                       | —                       | 83                      | Life Won't Wait            |
| 1998                                                                          | Hooligans            | —                       | —                       | —                       | ×                       | —                       | —                       | 162                     | Life Won't Wait            |
| 2000                                                                          | Let Me Go            | —                       | —                       | —                       | —                       | —                       | —                       | 188                     | Rancid                     |
| 2003                                                                          | Fall Back Down       | —                       | 13                      | —                       | —                       | 92                      | —                       | 42                      | Indestructible             |
| 2003                                                                          | Red Hot Moon         | —                       | —                       | —                       | —                       | —                       | —                       | —                       | Indestructible             |
| 2004                                                                          | Tropical London      | —                       | —                       | —                       | —                       | —                       | —                       | —                       | Indestructible             |
| 2009                                                                          | Last One to Die      | —                       | 22                      | —                       | 44                      | —                       | —                       | —                       | Let the Dominoes Fall      |
| 2009                                                                          | Up to No Good        | —                       | —                       | —                       | —                       | —                       | —                       | —                       | Let the Dominoes Fall      |
| 2017                                                                          | Ghost of a Chance    | —                       | —                       | —                       | —                       | —                       | —                       | —                       | Trouble Maker              |
| 2017                                                                          | Bovver Rock and Roll | —                       | —                       | 36                      | —                       | —                       | —                       | —                       | Trouble Maker              |
| "—" indica una pubblicazione non classificata o non pubblicata in quel Paese. |                      |                         |                         |                         |                         |                         |                         |                         |                            |

## Videografia

### Album video
| Anno | Titolo                                                                                     |
| ---- | ------------------------------------------------------------------------------------------ |
| 2008 | The Music Videos 1993-2003 - Pubblicazione: aprile 2008 - Etichetta: Rancid - Formato: DVD |

### Video musicali
| Anno | Brano                                                  | Regista                        | Album                      |
| ---- | ------------------------------------------------------ | ------------------------------ | -------------------------- |
| 1993 | Hyena                                                  | Isaac Camner                   | Rancid                     |
| 1994 | Nihilism                                               | Tim Armstrong                  | Let's Go                   |
| 1994 | Salvation                                              | Mark Kohr - Tim Armstrong      | Let's Go                   |
| 1995 | Roots Radicals                                         |                                | ...And Out Come the Wolves |
| 1995 | Time Bomb                                              | Marcus Raboy                   | ...And Out Come the Wolves |
| 1995 | Ruby Soho                                              | Jim Guerinot - Tim Armstrong   | ...And Out Come the Wolves |
| 1997 | The Harder They Come (live - cover)                    | Evan Bernard                   | Tibetan Freedom Concert    |
| 1998 | Bloodclot                                              | Nick Egan - Rancid             | Life Won't Wait            |
| 1998 | Backslide                                              | Tim Armstrong - Rancid         | Life Won't Wait            |
| 1998 | Who Would've Thought                                   | Tim Armstrong - Rancid         | Life Won't Wait            |
| 1998 | Leicester Square                                       | Tim Armstrong - Rancid         | Life Won't Wait            |
| 1998 | Hooligans                                              | Tim Armstrong - Rancid         | Life Won't Wait            |
| 1998 | Crane Fist                                             | Tim Armstrong - Rancid         | Life Won't Wait            |
| 2000 | GGF (Golden Gate Fields)                               | Tim Armstrong                  | Rancid                     |
| 2000 | Young Al Capone                                        | Tim Armstrong                  | Rancid                     |
| 2000 | Let Me Go                                              | Tim Armstrong                  | Rancid                     |
| 2000 | I Am Forever                                           | Tim Armstrong                  | Rancid                     |
| 2000 | Dead Bodies                                            | Tim Armstrong                  | Rancid                     |
| 2000 | Rwanda                                                 | Tim Armstrong                  | Rancid                     |
| 2000 | Blackhawk Down                                         | Tim Armstrong                  | Rancid                     |
| 2000 | Black Derby Jacket                                     | Tim Armstrong                  | Rancid                     |
| 2000 | Rattlesnake                                            | Tim Armstrong                  | Rancid                     |
| 2000 | Poison                                                 | Tim Armstrong                  | Rancid                     |
| 2000 | Loki                                                   | Tim Armstrong                  | Rancid                     |
| 2003 | Fall Back Down                                         |                                | Indestructible             |
| 2003 | Red Hot Moon                                           | Evan Bernard                   | Indestructible             |
| 2003 | Spirit of '87                                          |                                | Indestructible             |
| 2009 | Last One to Die                                        | Tim Armstrong                  | Let the Dominoes Fall      |
| 2009 | Up to No Good                                          |                                | Let the Dominoes Fall      |
| 2014 | Collision Course/Honor Is All We Know/Evil's My Friend | Tim Armstrong - Kevin Kerslake | ...Honor Is All We Know    |
| 2017 | Ghost of a Chance                                      |                                | Trouble Maker              |
| 2017 | Telegraph Avenue                                       | Tim Armstrong                  | Trouble Maker              |

## Cover
| Titolo                                                                          | Pubblicata                                  | Artista originale |
| ------------------------------------------------------------------------------- | ------------------------------------------- | ----------------- |
| Bob Brews Don't Call Me White The Moron Brothers Stickin' in My Eye Vanilla Sex | BYO Split Series, Vol. 3                    | NOFX              |
| Can't Forgive                                                                   | Land of Greed... World of Need              | Embrace           |
| Cheat                                                                           | Burning London: The Clash Tribute           | The Clash         |
| The Harder They Come                                                            | Tibetan Freedom Concert                     | Jimmy Cliff       |
| If the Kids Are United                                                          | Give 'Em the Boot II                        | Sham 69           |
| Sheena Is a Punk Rocker                                                         | We're a Happy Family - A Tribute to Ramones | Ramones           |
| Someone's Gonna Die                                                             | Radio Radio Radio                           | Blitz             |

## Registrazioni live
Verso la fine del 2006 la band ha reso disponibili registrazioni live ufficiali tramite il sito internet della J Rae Entertainment. I brani di tutte le 37 registrazioni pubblicate erano scaricabili in formato MP3 (192kbps) e FLAC e sono stati disponibili fino al 2008, quando il sito che li ospitava è stato chiuso.
| Data registrazione | Luogo, Città                                                                 | File             |
| Summer Tour 2006   | Summer Tour 2006                                                             | Summer Tour 2006 |
| ------------------ | ---------------------------------------------------------------------------- | ---------------- |
| 16 luglio 2006     | House of Blues, Orlando                                                      | 21               |
| 21 luglio 2006     | Revolution Live, Fort Lauderdale                                             | 22               |
| 1º agosto 2006     | Sunshine Theatre, Albuquerque                                                | 25               |
| 16 agosto 2006     | Black Cat, Washington                                                        | 25               |
| 17 agosto 2006     | Black Cat, Washington                                                        | 24               |
| 18 agosto 2006     | Black Cat, Washington                                                        | 24               |
| 19 agosto 2006     | Trocadero Theatre, Filadelfia                                                | 26               |
| 20 agosto 2006     | Trocadero Theatre, Filadelfia                                                | 26               |
| 23 agosto 2006     | Avalon Theatre, Boston                                                       | 25               |
| 24 agosto 2006     | B.B. King Blues Club & Grill, New York                                       | 25               |
| 25 agosto 2006     | B.B. King Blues Club & Grill, New York                                       | 26               |
| 26 agosto 2006     | B.B. King Blues Club & Grill, New York                                       | 24               |
| 27 agosto 2006     | B.B. King Blues Club & Grill, New York                                       | 28               |
| 6 settembre 2006   | Agora Theatre and Ballroom, Cleveland                                        | 26               |
| 7 settembre 2006   | Newport Music Hall, Columbus                                                 | 28               |
| 8 settembre 2006   | Saint Andrew's Hall, Detroit                                                 | 28               |
| 9 settembre 2006   | Saint Andrew's Hall, Detroit                                                 | 25               |
| 11 settembre 2006  | House of Blues, Chicago                                                      | 28               |
| 12 settembre 2006  | House of Blues, Chicago                                                      | 26               |
| 13 settembre 2006  | Myth Live, Minneapolis                                                       | 27               |
| 1º ottobre 2006    | MacEwan Hall, Calgary                                                        | 27               |
| 5 ottobre 2006     | In the Venue, Salt Lake City                                                 | 27               |
| 6 ottobre 2006     | In the Venue, Salt Lake City                                                 | 27               |
| 11 ottobre 2006    | House of Blues, Anaheim                                                      | 26               |
| 16 ottobre 2006    | House of Blues, San Diego                                                    | 27               |
| Live in the UK     |                                                                              |                  |
| 12 novembre 2006   | Rock City, Nottingham                                                        | 28               |
| 13 novembre 2006   | Carling Academy, Newcastle                                                   | 28               |
| 16 novembre 2006   | Brixton Academy, Londra                                                      | 28               |
| 19 novembre 2006   | Carling Academy, Bristol                                                     | 28               |
| 20 novembre 2006   | Brighton Dome, Brighton                                                      | 28               |
| Live in Canada     |                                                                              |                  |
| 9 dicembre 2006    | Métropolis, Montréal                                                         | 22               |
| Live in 2006       |                                                                              |                  |
| 10 dicembre 2006   | The Kool Haus, Toronto                                                       | 28               |
| 11 dicembre 2006   | The Kool Haus, Toronto                                                       | 28               |
| 25 dicembre 2006   | Great American Music Hall, San Francisco (Thrasher Skater of the Year Party) | 18               |
| Live in Japan      |                                                                              |                  |
| 5 gennaio 2007     | Studio Coast, Tokyo                                                          | 30               |
| 11 gennaio 2007    | Club Quattro, Hiroshima                                                      | 28               |
| 12 gennaio 2007    | Zepp, Fukuoka                                                                | 30               |

## Apparizioni in compilation
| Anno | Canzone                                                                           | Compilation                                 |
| ---- | --------------------------------------------------------------------------------- | ------------------------------------------- |
| 1994 | Brixton                                                                           | Rock Stars Kill                             |
| 1994 | Can't Forgive (cover)                                                             | Land of Greed... World of Need              |
| 1994 | Hyena                                                                             | Punk-O-Rama Vol. 1                          |
| 1996 | Sidekick                                                                          | Punk-O-Rama Vol. 2                          |
| 1996 | Blast 'Em                                                                         | Bored Generation                            |
| 1997 | The Brothels                                                                      | Give 'Em the Boot                           |
| 1997 | My Life                                                                           | Ten Years Later...The Comp                  |
| 1997 | The Harder They Come (cover)                                                      | Tibetan Freedom Concert                     |
| 1998 | Rats in the Hallway                                                               | Punk-O-Rama Vol. 3                          |
| 1998 | Lethal                                                                            | Skaliente                                   |
| 1998 | Brad Logan                                                                        | Chef Aid: The South Park Album              |
| 1999 | Blacklisted                                                                       | Short Music for Short People                |
| 1999 | If the Kids Are United (cover)                                                    | Give 'Em the Boot II                        |
| 1999 | 1998                                                                              | Punk-O-Rama Vol. 4                          |
| 1999 | Cheat (cover)                                                                     | Burning London: The Clash Tribute           |
| 2000 | Poison                                                                            | Punk-O-Rama Vol. 5                          |
| 2001 | It's Quite Alright                                                                | Punk-O-Rama Vol. 6                          |
| 2002 | Golden Gate Fields                                                                | Give 'Em the Boot III                       |
| 2002 | Bob                                                                               | Punk-O-Rama Vol. 7                          |
| 2003 | Sheena Is a Punk Rocker (cover)                                                   | We're a Happy Family - A Tribute to Ramones |
| 2003 | Out of Control                                                                    | Need for Speed: Underground                 |
| 2003 | As Wicked                                                                         | Punk-O-Rama Vol. 8                          |
| 2004 | Killing Zone                                                                      | Give 'Em the Boot IV                        |
| 2004 | Tropical London                                                                   | Punk-O-Rama Vol. 9                          |
| 2004 | Fall Back Down                                                                    | Tony Hawk's Underground 2                   |
| 2004 | 7 Years Down                                                                      | Rock Against Bush, Vol. 2                   |
| 2005 | White Knuckle Ride                                                                | Punk-O-Rama Vol. 10                         |
| 2005 | Ruby Soho Maxwell Murder As Wicked Old Friend No Fun Red Hot Moon Bloodclot Radio | Give 'Em the Boot DVD                       |
| 2006 | Tattoo                                                                            | Give 'Em the Boot V                         |
| 2007 | Endrina                                                                           | Give 'Em the Boot VI                        |
| 2007 | Salvation                                                                         | Guitar Hero II                              |

## Apparizioni in colonne sonore
| Anno | Titolo       | Film                                           |
| ---- | ------------ | ---------------------------------------------- |
| 1996 | I Wanna Riot | Beavis & Butt-Head alla conquista dell'America |